# Myotis volans
Myotis volans (H. Allen, 1866) è un pipistrello della famiglia dei Vespertilionidi diffuso nell'America Settentrionale.

## Descrizione

### Dimensioni
Pipistrello di piccole dimensioni, con la lunghezza totale tra 83 e 106 mm, la lunghezza dell'avambraccio tra 37 e 41,2 mm, la lunghezza della coda tra 32 e 49 mm, la lunghezza del piede tra 5 e 9 mm, la lunghezza delle orecchie tra 10 e 15 mm, un'apertura alare fino a 28,6 cm e un peso fino a 10 g.

### Aspetto
La pelliccia è lunga e densa. Le parti dorsali sono bruno-rossastre, più chiare sulla testa ed il collo, mentre le parti ventrali sono biancastre, con dei riflessi giallastri. Le orecchie sono relativamente corte, strette ed arrotondate. Il trago è corto, diritto e con un piccolo lobo rotondo alla base. Le membrane alari sono bruno-nerastre e attaccate posteriormente alla base delle dita dei piedi, i quali sono piccoli. Gli arti inferiori sono relativamente allungati. L'estremità della lunga coda si estende leggermente oltre l'ampio uropatagio. Il calcar ha una carenatura ben sviluppata. Il cranio ha un rostro corto e una fronte relativamente alta. Il cariotipo è 2n=44 FNa=50.

### Ecolocazione
Emette ultrasuoni a basso ciclo di lavoro attraverso impulsi di breve o media durata a frequenza modulata iniziale di 89 kHz, finale di 40 kHz e massima energia a 46 kHz.

## Biologia

### Comportamento
Si rifugia in edifici abbandonati, crepacci e fessure nelle rocce, sotto cortecce staccate di alberi. In inverno si rifugia in grotte e tunnel minerari dove entra in ibernazione. L'attività predatoria inizia 3-4 ore dopo il tramonto. Tollera le basse temperature esterne, essendo molto attivo tra i 12 e 18 °C.

### Alimentazione
Si nutre principalmente di falene e in misura minore di ditteri, isotteri, neurotteri, imenotteri, emitteri, omotteri e piccoli coleotteri catturati in volo sia sopra che all'interno della volta forestale.

## Distribuzione e habitat
Questa specie è diffusa nella parte occidentale dell'America Settentrionale dall'Alaska meridionale a nord fino alla penisola della Bassa California e Città del Messico a sud e il Texas centrale ad est.
Vive nelle foreste di conifere, foreste ripariali e anche in ambienti desertici fino a 3.770 metri di altitudine.

## Tassonomia
Sono state riconosciute 4 sottospecie:
- M.v.volans: Penisola della Bassa California;
- M.v.amotus (Miller, 1914): Stati messicani centrali di Jalisco, Colima, Michoacán, Puebla, Città del Messico, Estado de Mexico, Morelos e Tlaxcala;
- M.v.interior (Miller, 1914): Idaho, Montana, Wyoming; Dakota del Nord, Dakota del Sud e Nebraska occidentali, Nevada, Utah, Colorado, Arizona, Nuovo Messico, Texas occidentale e centrale, stati messicani di Chihuahua, Sonora orientale, Coahuila occidentale, Durango settentrionale e Sinaloa nord-orientale;
- M.v.longicrus (True, 1886): Alaska meridionale, Columbia Britannica, Alberta meridionale, Washington, Oregon occidentale, California nord e centro-occidentale.

## Conservazione
La Lista rossa IUCN, considerato il vasto areale e la presenza in diverse aree protette, classifica M.volans come specie a rischio minimo (Least Concern)).